# Valeska Suratt
Valeska Suratt (28 de juny de 1882 – 2 de juliol de 1962) fou una actriu teatral i cinematogràfica de nacionalitat nord-americana, activa en l'època del cinema mut. Al llarg de la seva carrera va treballar en pel·lícules mudes, totes les quals es consideren en l'actualitat com perdudes.

## Primers anys
Nascuda a Owensville, Indiana, els seus pares eren Ralph i Anna Suratt. Els seus avis paterns eren immigrants francesos, i els materns, també immigrants, anglesos. Va tenir una germanastra, un germà major i una germana més jove que ella. Quan ella tenia sis anys, la seva família es va mudar a Terre Haute (Indiana). L'any 1899 va deixar l'escola i va treballar en un estudi de fotografia. Suratt més endavant va marxar a Indianapolis, on va treballar com a ajudant a una botiga de barrets d'uns magatzems.

## Carrera

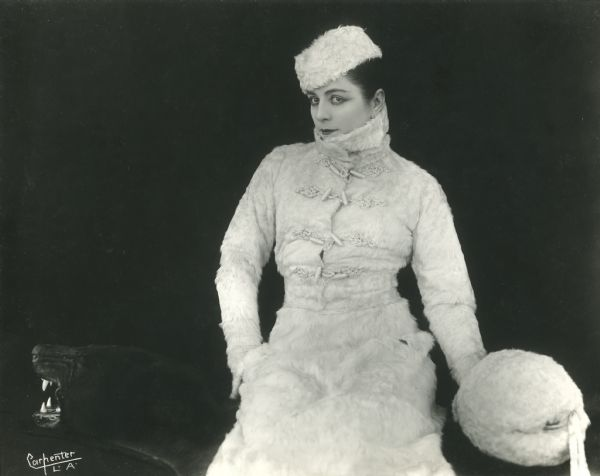
Fotografia publicitària de Suratt, per Gerald Carpenter, feta cap a 1916.

Suratt va començar la seva carrera d'actriu en el circuit teatral de Chicago. Cap a l'any 1900 va començar a actuar en vodevil, aparellant-se aviat amb l'artista Billy Gould (amb el qual es casaria més tard), creant tots dos un reeixit nombre en el qual Suratt interpretava un exòtic ball apatxe. L'any 1906 va debutar al circuit de Broadway amb el musical The Belle of Mayfair, al que va seguir un paper en Hip! Hip! Hooray!, en el següent any. L'any 1908, Suratt i Gould s'havien separat, i ella va començar a representar un nombre en el qual cantava i ballava portant sofisticades robes. L'èxit de Suratt en el vodevil va continuar, i va començar a anunciar-se com "La Major Estrella del Vodevil". L'any 1910 va actuar en el xou The Girl with the Whooping Cough, i l'alcalde de Nova York William Jay Gaynor afirmava que l'espectacle era "luxuriós", i que havia de tancar-ho a causa de la seva temàtica sexualment suggeridora. Al desembre d'aquest any es va associar amb Fletcher Norton (que seria el seu segon marit) per representar una obra titulada Bouffe Variety.
Durant els anys que va actuar en el teatre, Suratt va destacar per les robes d'alta costura que portava en escena. Entre els seus vestits va ser molt comentat un mantell de Ventafocs d'11.000 dòlars. De vegades va ser anomenada l'"Emperadriu de la Moda", i el seu nom es va fer sinònim de roba sumptuosa. Va ser, possiblement, una de les models dels dibuixos de la famosa Gibson girl. La revista Vogue va dir d'ella que era "una de les dones millor vestides de l'escena", i de manera rutinària escrivia amb detall sobre la seva indumentària teatral.
L'any 1915 Suratt va ser contractada per 20th Century Fox. Com les seves companyes de la companyia, Theda Bara i Virginia Pearson, Suratt va ser etiquetada com a "vamp", sent escollida per interpretar personatges seductors i exòtics. El seu debut al cinema va arribar amb The Soul of Broadway (1915), film en el qual ella hauria portat més de 150 vestits diferents, cadascun d'ells costant uns 25.000 dòlars. Aquest mateix any va rodar The Immigrant, pel·lícula a la qual van seguir The Straight Way (1916), Jealousy (1916), The Victim (1916), The New York Peacock (1916), i She (1917). En total va rodar onze films, tots els quals es consideren actualment perduts.

## Declinar de la seva carrera
L'any 1920 la carrera de Suratt havia iniciat el seu declinar, ja que la popularitat del vodevil entre el públic havia disminuït. L'any 1928, Suratt i Ahmad Sohrab van demandar a Cecil B. DeMille per considerar que s'havia apropiat d'un guió seu per rodar El rei de reis. Es va celebrar un judici pel cas el febrer de 1930, finalment portat sense publicitat. Suratt, que havia deixat el cinema en 1917, després del judici va aparèixer de manera extraoficial en la llista negra.
A la fi dels anys 1920, Suratt havia desaparegut de la vida pública. En la dècada de 1930 va ser descoberta, arruïnada, vivint en un hotel barat a Nova York. Quan la novel·lista Fannie Hurst va conèixer la situació de Suratt, va organitzar una col·lecta a favor seu, aconseguint un total de 2.000 dòlars. Després de rebre els diners, Suratt va estar diverses setmanes absents i, quan va tornar a l'hotel, s'havia gastat en joc tots els diners. En un intent de reviure la seva carrera, Suratt va voler vendre la història de la seva vida a un dels periòdics de William Randolph Hearst. Un reporter que va llegir el manuscrit de Suratt afirmava que ella va escriure que era la Mare de Déu. Suratt mai va recuperar la seva carrera, desapareixent totalment de la vida pública.

## Vida personal
Surratt es va casar dues vegades, i no va tenir fills. El seu primer marit va ser William J. Flannery (1869–1950), conegut com a Billy Gould, un artista de vodevil conegut pels seus papers de minstrel. La parella es va casar cap a l'any 1904, divorciant-se més tard. El 1911 ella es va casar amb l'actor Fletcher Norton, romanent tots dos junts fins a la mort de Norton en 1941.
Valeska Suratt va ser seguidora del bahaisme. L'actriu va morir en una residència d'ancians a Washington DC. l'any 1962. Tenia 80 anys. Va ser enterrada en el Cementiri Highland Lawn de Terre Haute (Indiana).

## Actuacions a Broadway

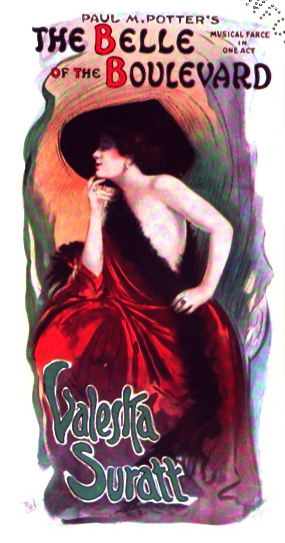
Valeska Suratt a "The Belle of the Boulevard", per Jean de Paleologu, 1910

| Data                                       | Producció                        | Paper                | Observacions                      |
| ------------------------------------------ | -------------------------------- | -------------------- | --------------------------------- |
| 3 de desembre de 1906 – 30 de març de 1907 | The Belle of Mayfair             | Duquessa de Dunmow   |                                   |
| 10 d'octubre – 7 de desembre de 1907       | Hip! Hip! Hooray!                | Mrs. Vera Shapeleigh |                                   |
| 28 d'abril – maig de 1910                  | The Girl with the Whooping Cough |                      |                                   |
| 2 de juny – setembre de 1911               | The Red Rose                     | Lola                 | Dissenyadora de vestuari i escena |
| 6 de juliol – 9 de setembre de 1922        | Spice of 1922                    |                      |                                   |

## Filmografia
| Any  | Títol                  | Paper                      | Observacions |
| ---- | ---------------------- | -------------------------- | ------------ |
| 1915 | The Soul of Broadway   | Grace Leonard, La València | Film perdut  |
| 1915 | The Immigrant          | Masha                      | Film perdut  |
| 1916 | The Straight Way       | Mary Madison               | Film perdut  |
| 1916 | Jealousy               | Anne Baxter                | Film perdut  |
| 1916 | The Victim             | Ruth Merrill               | Film perdut  |
| 1917 | The New York Peacock   | Zena                       | Film perdut  |
| 1917 | She                    | Ayesha, "She"              | Film perdut  |
| 1917 | The Slave              | Caroline                   | Film perdut  |
| 1917 | The Siren              | Cherry Millard             | Film perdut  |
| 1917 | Wife Number Two        | Emma Rolfe                 | Film perdut  |
| 1917 | A Rich Man's Plaything | Marie Grandon              | Film perdut  |